# Winter Story
『Winter Story』（ウィンター・ストーリー）は、岡村孝子の通算23枚目のシングル。1996年1月29日発売。発売元はeast west japan。

## 解説
- 岡村の誕生日にリリースされた楽曲。
- 前年はレコード会社の移籍に伴い新作リリースが一切無かったため、シングルが2タイトル同時発売された1994年10月5日以来、1年4ヶ月後振りの新曲となった[1]。
- 表題曲「Winter Story」はホットな歌詞と賑やかなアレンジが暖かい、冬のパーティーチューン。萩田光雄の編曲した作品には珍しく、ベーシストとして清水信之が演奏に参加している。
- 11枚目のアルバム『BRAND-NEW』（1996年2月19日）のタイトルは、カップリング曲の「Brand-new Days」からとったようかのように思われがちであるが、本人曰く「曲名に『BRAND-NEW』がつきますが、アルバムの核になっている曲というわけではないです」とのこと（雑誌のインタビューより）。
- なお、このシングルがリリースされた頃に岡村は石井浩郎との婚約を発表（翌1997年結婚、2003年離婚）。スポーツ紙などの報道では、岡村の近影として同シングルのジャケット写真が使用されることが多かった。

## 収録曲
1. Winter Story　（4:49）
  - 作詞・作曲: 岡村孝子、編曲: 萩田光雄

テレビ朝日系『キンキンのとことん好奇心』エンディングテーマ
2. Brand-new Days　（5:00）
  - 作詞・作曲: 岡村孝子、編曲: 海老原真二
3. Winter Story　〜Original Karaoke〜

## 楽曲の収録作品
- Winter Story
  - BRAND-NEW　（11th アルバム）
  - DO MY BEST
  - T's BEST season 2
- Winter Story（Remix）
  - After Tone IV
- Brand-new Days
  - BRAND-NEW